# (798) Ruth
Pour les articles homonymes, voir Ruth.
(798) Ruth est un astéroïde de la ceinture principale découvert le 21 novembre 1914 par l'astronome allemand Max Wolf. Sa désignation provisoire était 1914 VT.